# Czesław Chruszczewski
Czesław Chruszczewski (geboren am 8. Mai 1922 in Łódź; gestorben am 12. Februar 1982 in Poznań) war ein polnischer Journalist und Schriftsteller, bekannt vor allem als Autor phantastischer Erzählungen und Romane.

## Leben
Chruszczewski war Journalist und Schriftsteller. Ab 1958 war er Leiter von Polskie Radio Poznań.
Seine erste Buchveröffentlichung war der 1960 erschienene Erzählungsband Bardzo dziwny świat?. Außer Romanen und Erzählungen verfasste Chruszczewski etwa 100 Hörspiele, neun Fernsehspiele und das Libretto einer phantastischen Oper.
Neben der Übersetzung einer Sammlung seiner Erzählungen ins Deutsche (Die Nuancen der weißen Farbe, 1976) im DDR-Verlag Das Neue Berlin existieren Übersetzungen ins Russische, Tschechische, Ungarische und ins Spanische.

## Werke
Romane
- Gdy niebo spadło na Ziemię? (1978)
- Powtórne stworzenie świata? (1979)
- Fenomen Kosmosu (1986)

Sammlungen
- Bardzo dziwny świat? (1960)
- Rok 10000 (1973)
- Potrójny czas Galaktyki (1976)

Deutsche Ausgaben
- Die Nuancen der weißen Farbe : 12 mal Phantastik. Übersetzt von Peter Ball und Ursula Ciupek. Das Neue Berlin, Berlin 1976. 2. Aufl. 1979.
- Johannes Jankowiak (Hrsg.): Galaxisspatzen : Eine Anthologie polnischer phantastischer Erzählungen. Das Neue Berlin, Berlin 1975 (enthält Erzählungen Chruszczewski).